# Futebol de Praia do Sporting Clube de Braga
O Sporting Clube de Braga é um clube desportivo da cidade de Braga, Portugal, onde se praticam diversas modalidades. O presente artigo é sobre a sua secção de futebol de praia, cuja equipa de seniores jogou no Campeonato de Elite de Futebol de Praia, o principal escalão da modalidade em Portugal entre 2013 e 2024, altura em que a secção foi extinta no clube.

## História
No ano da sua formação, 2013, o SC Braga viria a sagrar-se campeão nacional somando como vitórias todos os jogos realizados. Em função deste resultado representou Portugal na Taça Europeia de Clubes de Futebol de Praia de 2014, terminando em 3º lugar. De regresso a Portugal, sagrou-se bicampeão Nacional em 2014 e tricampeão em 2015.
Em 2016 perdeu o campeonato nacional na final mas 2017 marca o início de uma época sem precedentes no futebol de praia nacional visto que a partir deste ano o SC Braga ganhou quatro Taças Europeias (três delas consecutivas), dois Mundiais de Clubes, sete campeonatos nacionais, quatro Taças de Portugal e três Supertaças.

## Plantel
| N.º | Posição      | Jogador            |
| --- | ------------ | ------------------ |
| 1   | Guarda-Redes | Pedro Mano         |
| 13  | Guarda-Redes | Francisco Ferreira |
| 3   | FIxo         | André Lourenço     |
| 4   | FIxo         | Bruno Torres       |
| 5   | Ala          | Jordan Santos      |
| 7   | Ala          | Rúben Brilhante    |
| 8   | Ala          | Thanger            |
| 18  | Pivô         | Miguel Pintado     |
| 20  | Pivô         | Miguel Pintado     |

| Equipa Técnica | Equipa Técnica | Equipa Técnica    | Equipa Técnica    | Equipa Técnica    |
| -------------- | -------------- | ----------------- | ----------------- | ----------------- |
| Bruno Torres   | Bruno Torres   | Treinador         | Treinador         | Treinador         |
| António Torres | António Torres | Treinador Adjunto | Treinador Adjunto | Treinador Adjunto |
| José Dias      | José Dias      | Treinador de GR   | Treinador de GR   | Treinador de GR   |
| José Guimarães | José Guimarães | Diretor           | Diretor           | Diretor           |
| Equipa Médica  |                |                   |                   |                   |
| Filipa Jácome  | Filipa Jácome  | Fisioterapeuta    | Fisioterapeuta    | Fisioterapeuta    |

 Atualizado em 1 de setembro de 2023

## Registo

### Internacional
| Competição                | J | V | E | D | GM | GS | Classificação |
| ------------------------- | - | - | - | - | -- | -- | ------------- |
| Taça Europeia 2014        | 7 | 5 | 0 | 2 | 31 | 20 | 3º lugar      |
| Taça Europeia 2015        | 7 | 6 | 0 | 1 | 42 | 22 | 5º lugar      |
| Taça Europeia 2016        | 8 | 4 | 2 | 0 | 51 | 14 | 3º lugar      |
| Taça Europeia 2017        | 7 | 7 | 0 | 0 | 53 | 18 | Campeão       |
| Taça Europeia 2018        | 7 | 6 | 1 | 0 | 53 | 12 | Campeão       |
| Mundialito de Clubes 2019 | 5 | 4 | 1 | 0 | 28 | 18 | Campeão       |
| Taça Europeia 2019        | 8 | 8 | 0 | 0 | 53 | 10 | Campeão       |
| Mundialito de Clubes 2020 | 5 | 4 | 0 | 1 | 33 | 18 | Campeão       |
| Taça Europeia 2020        | 7 | 6 | 1 | 0 | 57 | 10 | Vice-campeão  |
| Taça Europeia 2021        | 8 | 7 | 0 | 1 | 59 | 26 | Vice-campeão  |
| Mundialito de Clubes 2021 | 3 | 2 | 0 | 1 | 14 | 10 | Vice-campeão  |

### Nacional
| Competição               | J  | V  | E | D | GM | GS | Classificação |
| ------------------------ | -- | -- | - | - | -- | -- | ------------- |
| Campeonato Nacional 2013 | 8  | 8  | 0 | 0 | 42 | 12 | Campeão       |
| Campeonato Nacional 2014 | 12 | 11 | 0 | 1 | 85 | 28 | Campeão       |
| Campeonato Nacional 2015 | 10 | 8  | 0 | 2 | 63 | 31 | Campeão       |
| Campeonato Nacional 2016 | 9  | 8  | 0 | 1 | 58 | 22 | Vice-Campeão  |
| Campeonato Nacional 2017 | 10 | 8  | 1 | 1 | 55 | 22 | Campeão       |
| Campeonato Nacional 2018 | 10 | 9  | 0 | 1 | 65 | 29 | Campeão       |
| Campeonato Nacional 2019 | 10 | 8  | 0 | 2 | 50 | 23 | Campeão       |
| Taça de Portugal 2019    | 4  | 4  | 0 | 0 | 25 | 11 | Campeão       |
| Campeonato Nacional 2020 | 10 | 9  | 0 | 1 | 60 | 27 | Vice-Campeão  |

## Palmarés

### Internacionais[5]
- Mundialitos de Clubes: 2

2019, 2020
- Taças Europeias: 4

2017, 2018, 2019, 2024

### Nacionais[5]
- Campeonato de Elite: 10

2013, 2014, 2015, 2017, 2018, 2019, 2021, 2022, 2023, 2024
- Taças de Portugal: 4

2019, 2021, 2022, 2023
- Supertaças: 3

2022, 2023, 2024